# 伊王野資友
伊王野 資友（いおうの/いおの すけとも）は、安土桃山時代から江戸時代前期にかけての武将・旗本。伊王野氏21代目当主。
伊王野氏は下野国那須氏庶流で那須七騎の一つ。
伊王野氏20代当主・伊王野資信の次男として誕生。慶長5年（1600年）の関ヶ原の戦いでは、東軍に属して下野大田原城に大田原晴清・服部正就・福原資保らと籠城した。兄・資重が上杉景勝勢を白河口の関山の戦いで破るが、負傷しその傷が元で死去したために家督を相続。戦後に本領の他に高根沢で2,000石加増され、2,738石の旗本となる。大坂の陣両陣にも従軍した。寛永4年（1627年）に伊王野館（お山城）より正福寺伽藍に居所を移した。
寛永10年（1633年）、病死。なお、資友が病に倒れた際に、井上新左衛門より養子（数馬）を迎えて娘婿とし資房と名乗らせ、資友死後に家督を継ぐも同年10月に死去。急遽、兄資重の嫡男・資直に家督を継がせようとするが、江戸幕府の末期養子の禁により伊王野家は断絶となった。